# ميناء هامبانتوتا
ميناء هامبانتوتا Hambantota Port (ويُعرف أيضاً بميناء ماجابورا ماهندا راجاباكشا)، هو ميناء بحري يقع في هامبانتوتا، سريلانكا. أُفتتحت المرحلة الأولى من الميناء في 18 نوفمبر 2010، بأول مرسى احتفالي للسفينة البحرية «جت‌لاينر» لاستخدام مرافق الميناء. سُمي الميناء على اسم الرئيس السابق ماهندا راجاباكشا. بُني ميناء هامبانتوتا للملاحة الداخلية وتشغله هيئة موانئ سريلانكا. بلغت التكلفة الإجمالية لإنشاء المرحلة الأولى من الميناء 361 مليون دولار، 85% منها بتمويل من بنك إكسيم الصيني.
بدأ إنشاء الميناء في يناير 2008. عند اكتماله سيكون أكبر ميناء في سريلانكا، بعد ميناء كولومبو. سيتخدم الميناء السفن المارة على امتداد مسار الشحن الشرقي-الغربي الذي يمتد بطول 19 كم جنوب هامبانتوتا. ستوفر المرحلة الأولى من المشروع خدمات تموين، إصلاح، وبناء السفن، ومرافق لتبادل الطاقم. ستزيد المراحل التالية من قدرة الميناء إلى 20 مليون وحدة مكافئة لعشرين قدماs سنوياً. عند اكتماله، سيكون أكبر ميناء مبني على البر في القرن 21.
ومع ذلك، حقق ميناء هامبانتوتا في عام 2016 إيرادات بلغت 11.81 مليون دولار أمريكي وتكبد نفقات بلغت 10 ملايين دولار أمريكي كتكاليف مباشرة وإدارية للإبلاغ عن ربح تشغيلي بلغ 1.81 مليون دولار أمريكي فقط.
كميناء يعاني من خسائر كبيرة، مما يشكل صعوبة في سداد ديونه، اقترح في 2016 استئجار 80% من الميناء في مقايضة لإعادة جدولة الديون لشركة الصين للموانئ التجارية (CMPort)، التي ستستثمر 1.12 بليون دولار لإحياء الميناء في إطار شراكة القطاعين العام والخاص. تقرر لاحقاً بموجب الاتفاقية، أن تتنازل شركة الصين للموانئ التجارية عن 20% من أسهمها لشركة سريلانكية في غضون عشر سنوات. ستنفق شركة الصين للموانئ التجارية ما لا يقل عن 700-900 مليون دولار أو أكثر لإيصال الميناء للمستوى التشغيلي.. في يوليو 2017، وُقعت الاتفاقية، لكن بتأكير 70% فقط من الميناء لشركة الصين للموانئ التجارية، وليس 80% المقترحة في البداية.
في يوليو 2018، أُعلن أن سريلانكا ستنقل قاعدتها البحرية من كالي إلى هامبانتوتا.

## الموقع

تقع هامبانتوتا على امتداد الساحل الجنوبي لسرلاينكا، على بعد ستة أميال من مسارات الشحن الشرقية الغربية.